# Киласония, Георгий Тамазович
Георгий Тамазович Киласония (груз. გიორგი თამაზის ძე კილასონია; 9 сентября 1968, Рустави) — советский и грузинский футболист, полузащитник и нападающий. Выступал за национальную сборную Грузии.

## Биография

### Клубная карьера
Начал взрослую карьеру в 1987 году в «Металлурге» (Рустави), выступавшем во второй лиге СССР. После выхода грузинских команд из советского чемпионата продолжал выступать за родную команду в чемпионате Грузии. Был одним из лидеров нападения команды и четырежды забивал более 10 голов за сезон, лучший результат — 20 голов в сезоне 1991/92. Двукратный бронзовый призёр чемпионата Грузии (1990 и 1991/92).
Летом 1995 года по приглашению грузинского тренера Гиви Нодия перешёл в российский клуб «Локомотив» (Санкт-Петербург), с которым в том же сезоне поднялся из второй лиги в первую. Всего в первой и второй лигах России сыграл 50 матчей и забил 22 гола.
В начале 1997 года перешёл в днепропетровский «Днепр». Дебютный матч за клуб сыграл 6 марта 1997 года в полуфинале Кубка Украины против запорожского «Металлурга». В чемпионате Украины дебютировал 15 марта в игре против запорожского «Торпедо», а первый гол забил 15 июня в ворота винницкой «Нивы». Участник финального матча Кубка Украины 1996/97, проигранного донецкому «Шахтёру» (0:1). Всего за календарный год сыграл в составе «Днепра» 19 матчей (3 гола) в чемпионате Украины, 5 матчей — в Кубке Украины и 3 — в еврокубках.
В 1998 году вернулся в Грузию, где играл за «Самгурали» и «Горду».
В 2000 году перешёл в азербайджанский клуб «Туран» (Товуз), в его составе в сезоне 2000/01 забил 8 голов и вошёл в десятку лучших бомбардиров чемпионата. Сезон 2001/02 начал в бакинском «Нефтчи», но был не слишком результативен и во время зимнего перерыва покинул клуб. Весной 2002 года снова играл за «Туран», однако вскоре чемпионат Азербайджана был прерван по организационным причинам и футболист вернулся в Грузию.
В последние годы карьеры выступал в высшей и первой лигах Грузии за «Рустави», «Амери» и «Сиони».
Всего в высшем дивизионе Грузии забил более 80 голов.

### Карьера в сборной
2 июля 1991 года, ещё до распада СССР и вступления Грузии в ФИФА, принял участие в товарищеском матче сборной Грузии против Молдавии. Федерация футбола Грузии признаёт этот матч официальным.
Следующие матчи за сборную сыграл только спустя четыре года, приняв участие в трёх играх отборочного турнира чемпионата Европы 1996 года. Всего на счету футболиста 4 игры за национальную команду в 1991—1995 годах.

## Личная жизнь
Брат Варлам (род. 1967) тоже был футболистом. Во многих командах братья играли вместе.